# Ruth Francken
Pour les articles homonymes, voir Franken (homonymie).
Ruth Francken est une artiste tchèque naturalisée américaine née à Prague le 8 août 1924 et morte à Paris 18e le 12 septembre 2006.

## Biographie
Ruth Francken est issue d'une famille de confession juive des environs de Prague qui s'installe à Vienne dès 1924 pour y demeurer jusqu'en 1937. Les Francken arrivent à Paris cette année-là et y réside jusqu'en 1939, avant d'émigrer en Angleterre au moment de l'entrée en guerre avec l'Allemagne.
Jusqu'en 1940, Ruth Francken suit des cours de peinture avec le peintre expressionniste d'origine roumaine Arthur Segal (en), lequel était basé à Oxford (Grande-Bretagne) depuis 1936. Quelques mois plus tard, les Francken migrent aux États-Unis, Ruth entre alors à la Art Students League of New York pour y poursuivre sa formation en peinture. En 1942, Ruth est naturalisée américaine et l'année suivante, elle devient dessinatrice pour une agence spécialisée dans les produits textile, métier qu'elle abandonnera en 1949.
Elle choisit alors de retourner en Europe en 1950 pour s'installer à Venise et peindre. Elle commence à exposer (Galerie du Dragon, Paris, 1950). Dans l'un de ses derniers entretiens, elle revient sur cette époque : « En 1951, à Paris, on m'assimila aux informels. Quand je regarde aujourd'hui les œuvres que je peignais à l'époque, il me paraît évident qu'il s'agissait en fait de sculptures peintes. ».
En 1952, elle s'installe définitivement à Paris où elle gardera toute sa vie un atelier. En 1960, elle reçoit une bourse de la William & Noma Copley Foundation (Chicago), puis en 1964, une bourse de la Fondation Ford / Deutscher Akademischer Austausch Dienst (DAAD) et séjourne à ce titre à Berlin. De 1966 à 1979, Ruth Francken travaille essentiellement dans son atelier à Paris. De 1973 à 1980, elle donne des cours de peinture : notamment en 1978, au Sarah Lawrence College de Paris et aussi en 1979-80 à l'Université de Californie à Santa Barbara.
Ne quittant plus son atelier parisien à partir des années 1980 et ce, jusqu'à sa disparition, elle ne cessera d’approfondir son œuvre, exposant surtout à l'étranger.
En septembre 2007, le fonds de son atelier est vendu aux enchères , on redécouvre alors son travail, qui ne se limitait pas à la fameuse icône du design pop, la "chaise-homme", un travail pluriel donc qu'elle aimait à définir ainsi : « En fait, évitant le pinceau, je ne peignis plus jusqu'en 1984. Comment fuir en peinture le déjà-vu ? Parallèlement au travail de collages, de dessins et d'objets - reliefs et sculptures - que j'avais initié, j'enseignais à Paris, puis à Santa Barbara, en Californie de 1973 à 1980. (…) C'est ainsi que j'en vins à exploiter la photographie comme moyen à la place du pinceau et de la peinture à l'huile. L'exploitation que je fis de ce procédé débuta vers 1970 avec les dessins/collages aux ciseaux et les dessins/collages aux pains. »

## Ouvrages
- Partition V, sur un poème sonore de Bernard Heidsieck, Le Soleil Noir, 1973

Ce livre-objet dit « aux deux téléphones » constitue une véritable sculpture en fonte d'acier imaginée avec la complicité de l'éditeur François Di Dio, elle a été présentée au pavillon français de l'Exposition universelle de Séville. Il est à noter que Jacques Lacan en possédait un exemplaire.
- Jean-François Lyotard, L’Histoire de Ruth, Le Castor Astral, 1984